# Estrela do Norte (Goiás)
Estrela do Norte est une municipalité brésilienne de l'État de Goiás et la microrégion de Porangatu.